# Необычайное происшествие, или Ревизор (по Гоголю)
«Необычайное происшествие, или Ревизор» — киносценарий Михаила Булгакова по одноимённой пьесе Гоголя.

## Сюжет
В первой редакции замысел Булгакова заключался в сохранении основной канвы пьесы и развитии гоголевских идей языком кино. В киносценарии по сравнению с оригиналом усилен гротеск: предполагалось перенести на экран мир подсознания героев, их сновидений, грез и страхов.
Ряд персонажей у Булгакова приземлённее, чем у Гоголя: городничий в первой редакции сценария глупее и бесцеремоннее, чем в пьесе, а жалкое положение Хлестакова усиливается некоторыми дополнительными сценами, вроде его воображаемого возвращения в деревню без штанов (это видение посещает героя в трактире, когда мнимый ревизор раздумывает, не продать ли штаны ради обеда).

## История создания
Киносценарий написан в 1934 году, впервые опубликован в 1935 году на правах рукописи для сценарно-производственной конференции.
Экспансивный, по воспоминаниям современников, соавтор сценария и режиссёр фильма Михаил Степанович Каростин вынашивал множество идей, которые выплёскивал на съёмочной площадке. Многое из того, что он придумывал, не вошло в картину и забылось: в предложенном им эпизоде появления Бобчинского и Добчинского городничий играет в кегельбане; брошенный им шар сбивает кегли в конце зала, и в тот же миг из-за сбитых кеглей появляются, как подброшенные, Бобчинский и Добчинский.
Режиссёрский сценарий М. С. Каростина (в соавторстве с Булгаковым) опубликован в 1983 году в журнале «Искусство кино», булгаковский — в литературно-художественном альманахе в 1988 году.